# Молдути (Дятловский район)
Молду́ти (бел. Малдуці) — деревня в Дятловском сельсовете Дятловского района Гродненской области Белоруссии. По переписи населения 2009 года в Молдутях проживало 58 человек.

## Этимология
Название деревни образовано от слова «молдути», которое означает «молодожёны».

## География
Молдути расположены в 5 км к востоку от Дятлово, 143 км от Гродно, 7 км от железнодорожной станции Новоельня.

## История
В 1876 году Молдути — деревня в Дятловской волости Слонимского уезда Гродненской губернии (27 дворов, магазин).
Согласно переписи населения 1897 года в Молдутях насчитывалось 28 дворов, проживал 191 человек. В 1905 году — 192 жителя.
В 1921—1939 годах Молдути находились в составе межвоенной Польской Республики. В сентябре 1939 года Молдути вошли в состав БССР.
В 1996 году Молдути входили в состав колхоза «Нива». В деревне насчитывалось 33 двора, проживало 74 человека.